# Rallus wetmorei
El rascón de Wetmore (Rallus wetmorei) es una especie de ave en la familia Rallidae.

## Distribución y hábitat
Es endémica de Venezuela.
Sus hábitats naturales son los manglares subtropicales o tropicales y las lagunas salinas costeras.
Se encuentra amenazada por pérdida de hábitat.